# Suria
|  | Denne artikel er oprettet af botten PalnaBot ud fra en ekstern database. Den kan derfor have sproglige fejl eller mangler. Denne skabelon kan fjernes efter kontrol af indholdet. |

Suria er en film instrueret af Marian Hirschorn, Tue Ritzau.

## Handling
Filmen fortæller om en ung mand og hans familie, der i 1973 måtte flygte sammen med deres børn fra Uganda til Danmark. Filmens hovedperson var dengang 13 år. Hans skæbne ligner i begyndelsen så mange andre unge flygtninges, men i løbet af ganske kort tid, havde han kun en tanke: Han ville være en god sportsmand og drømmer om at blive en berømt bokser.